# Alejandro Camacho
Alejandro Camacho Pastrana (Ciudad de México, 11 de julio de 1954) es un actor y productor de cine y televisión mexicano.

## Biografía y carrera
Es un actor de teatro, cine y televisión, y además ha sido productor para el teatro y para la televisión.
En 1980 comienza su carrera participando en la película En la tormenta. Esa década fue muy importante para Alejandro, ya que ahí empezó su carrera y fue participando en otras películas como: High Risk, Los renglones torcidos de Dios, entre otras; y telenovelas como Soledad o Vanessa, entre muchas más.
En 1985 obtiene su primer protagónico en la telenovela El ángel caído compartiendo créditos con Rebecca Jones.
En 1986 participa estelarizando la exitosa telenovela Cuna de lobos, donde es uno de los antagonistas principales compartiendo créditos al lado de Gonzalo Vega, María Rubio, Diana Bracho y Rebecca Jones.
Un año más tarde participa como antagonista en la telenovela El extraño retorno de Diana Salazar junto a Lucía Méndez y Alma Muriel.
En 1991 es el villano principal de Muchachitas junto a Cecilia Tijerina, Tiaré Scanda, Emma Laura y Kate del Castillo.
En 1992 tiene una participación especial en el capítulo final de la telenovela La sonrisa del diablo junto a Rebecca Jones y Ernesto Laguardia.
En 1994 él y su esposa Rebecca Jones dan la idea a Carlos Sotomayor de producir la telenovela Imperio de cristal, donde antagoniza junto a su esposa, Ari Telch y la primera actriz María Rubio. La gran actuación que hizo aquí lo llevó a ganar por segunda vez el premio al Mejor actor antagónico en los Premios TvyNovelas 1995.
En 1996 antagoniza La sombra del otro junto a Edith González y Rafael Rojas.
En.1997 realiza su primer trabajo como productor en la telenovela Huracán donde él y su esposa Rebecca Jones son los productores principales.
Participa en la telenovela Mi pequeña traviesa.
En 1999 antagoniza Amor gitano y tiene una breve participación en la telenovela Tres mujeres. 
Antagoniza en 2003 en Bajo la misma piel.
En 2008 el actor obtiene su segundo protagónico a la edad de 53 años, en la telenovela Alma de hierro donde comparte créditos con Blanca Guerra, Alejandra Barros, Angelique Boyer, Zuria Vega, Jorge Poza, Flavio Medina, entre otros actores.
Estelariza en 2010 en la telenovela Para volver a amar compartiendo créditos con Rebecca Jones, René Strickler, Nailea Norvind, Alejandra Barros, entre otros actores.
En 2012 estelariza Abismo de pasión, versión de Cañaveral de pasiones al lado de Angelique Boyer, David Zepeda, Mark Tacher, Blanca Guerra y Sabine Moussier.
En 2013 participa en la obra El curioso incidente del perro a medianoche junto a Rebecca Jones y Luis Gerardo Méndez.
En 2014 realiza su más reciente trabajo estelarizando Yo no creo en los hombres, versión de la telenovela original de 1991 al lado de Adriana Louvier, Gabriel Soto, Flavio Medina y Rosa María Bianchi.
En 2016 obtuvo protagonismo en la serie Entre correr y vivir transmitida en TV Azteca y Blim.

## Vida personal
En 1986, contrajo matrimonio con la actriz Rebecca Jones. Tres años después, procrearon a Maximiliano Camacho Jones, su único hijo juntos. Luego de permanecer 25 años casados, se divorciaron en 2011.
También es padre de la actriz Francesca Guillén, esta última fruto de su relación con la actriz Bárbara Guillén.

## Filmografía

### Cine
- ¡Hasta la madre! De la navidad  (2024) - Francisco[3]
- Hasta la madre del día de los muertos (2023) - Francisco
- Hasta la madre del Día de las Madres (2023) - Francisco[4]
- Amores incompletos (2023)[5]- José
- El sexoservidor 7 (2020)
- Prostituta (2020) - Don Antonio
- El sexoservidor 4 (2020) - El toro, the bull
- Como si fuera la primera vez (2019) - Gerardo
- Mujeres infieles 5 (2019) - Enrique
- La prima (2018) - Ernesto
- Todos queremos a alguien (2017) - Francisco Barrón
- El dinero no se cae del cielo, el aerolito (2015) - Comandante Aguirre
- Con mis propias manos (2015) - Bastian
- Yo no creo en los hombres… el origen (2015) - Claudio
- Seducción (2014, también conocida como Secreto de amor)
- Amor de hombre (2013) - Husband
- Sobre ella (2013) - Miguel
- Rojo orgásmico (2012) - Violador
- Divina confusión (2008) - Senador Osiel Blanco
- Todos los días son tuyos (2007) - Carvajal
- Shirgo (La leyenda del Cagalar) (2007) - Octavio
- El carnaval de Sodoma (2006) - Ponciano
- La brecha (2006) - Nicolás
- Más allá del vacío (2004) - Santiago
- Por mujeres como tú (2004) - Ismael
- Mujeres infieles 2 (2003) - Jorge
- Zurdo - Comandante Romo (2003)
- Guerrero negro (1994)
- Alto poder (1992)
- Filtraciones (1992)
- Ciudad sin ley (1990)
- La jaula de la muerte (1990)
- Polvo de luz (1989) - Cineasta
- Viaje directo al infierno (1989) - Carlos
- Herencia maldita (1987) - Héctor Belascoaran
- El Maleficio II (1986) - David
- El tres de copas (1986) - Pedro
- La revancha (1985)
- Forajidos en la mira (1985)
- El hombre de la mandolina (1985) - Carlos
- Encuentro con la muerte (1984)
- Silencio asesino (1983) - El ruidos
- Bajo la metralla (1983) - Andrés
- Los renglones torcidos de Dios (1983) - Ignacio Rojas
- En la tormenta (1980) - Secuaz de sangrenegra
- Víctima de seducción (1981)
- High Risk (1981) - El obediente
- La seducción (1980)

### Televisión
- Mi amor sin tiempo (2024) - Federico Méndez[6]
- Marea de pasiones (2024) - Juan Marrero
- Minas de pasión (2023/24) - Julián Sánchez «El Tigre»[7]
- Horario estelar (2023) - Álvaro Lima[8]
- Imperio de mentiras (2020/21) - Eugenio Serrano[9]
- Falsa identidad (2018) - Augusto Orozco Quiroz
- La hija pródiga (2017/18) - Rogelio Montejo
- Supermax (2017) - El Ingeniero
- La fiscal de hierro (2017) - Diego Trujillo
- Entre correr y vivir (2016) - Mateo Pérez
- Yo no creo en los hombres (2014/15) - Claudio Bustamante
- Cásate conmigo, mi amor (2013) - David Mejía
- Abismo de pasión (2012) - Augusto Castañón
- Para volver a amar (2010/11) - Braulio Longoria Sampeiro
- Alma de hierro (2008/09) - José Antonio Hierro Ramírez
- Capadocia (2008) - José Burian
- El alma herida (2003/04) - Salvador Granados
- Bajo la misma piel (2003/04) - Bruno Murillo Valdez
- Tres mujeres (1999/2000) - Salvador Ortega
- Amor gitano (1999) - Rodolfo Farnesio
- La sombra del otro (1996) - Iván Lavarta
- Imperio de cristal (1994/95) - Augusto Lombardo
- La sonrisa del diablo (1992) - Hombre misterioso
- Muchachitas (1991/92) - Federico Cantú Sánchez-Zúñiga
- El extraño retorno de Diana Salazar (1988/89) - Omar Santelmo
- Cuna de lobos (1986/87) - Alejandro Larios Creel
- El ángel caído (1985/86) - Roberto Florescano
- Angélica (1985) - Guillermo Corona
- La traición (1984/85) - Absalón
- El maleficio (1983) - Arturo
- Cuando los hijos se van (1983) - Ignacio Mendoza
- Vanessa (1982) - Juan Reyes
- Juegos del destino (1981) - Álvaro
- Soledad (1980-1981)

### Como productor y director
- Huracán (1997/98) con Rebecca Jones
- El tesoro de Clotilde (1994)
- Guerrero negro (1994)
- ¡Aquí espaantan! (1993)

### Teatro
- A puerta cerrada (2019)
- Las criadas (2016)[10]
- El curioso incidente del perro a medianoche
- Drácula
- Las criadas (1977)
- Extraños En un Tren (2016)

## Premios y nominaciones

### Premios TVyNovelas
| Año  | Categoría          | Telenovela         | Resultado |
| ---- | ------------------ | ------------------ | --------- |
| 2013 | Mejor primer actor | Abismo de pasión   | Ganador   |
| 2011 | Mejor primer actor | Para volver a amar | Ganador   |
| 2009 | Mejor actor        | Alma de hierro     | Ganador   |
| 1997 | Mejor antagonista  | La sombra del otro | Nominado  |
| 1995 | Mejor antagonista  | Imperio de cristal | Ganador   |
| 1992 | Mejor antagonista  | Muchachitas        | Nominado  |
| 1987 | Mejor antagonista  | Cuna de lobos      | Ganador   |
| 1986 | Mejor antagonista  | Angélica           | Nominado  |

### Premios ACE
| Año  | Categoría   | Telenovela         | Resultado |
| ---- | ----------- | ------------------ | --------- |
| 2011 | Mejor Actor | Para volver a amar | Ganador   |

### Premios People en Español
|  | Año  | Categoría   | Telenovela         | Resultado |
|  | ---- | ----------- | ------------------ | --------- |
|  | 2009 | Mejor Actor | Alma de hierro     | Nominado  |
|  | 2011 | Mejor Actor | Para volver a amar | Nominado  |

### Galardón a los Grandes 2011
| Categoría   | Persona           | Resultado |
| ----------- | ----------------- | --------- |
| Trayectoria | Alejandro Camacho | Ganador   |

### Premios Bravo
| Año  | Categoría          | Telenovela       | Resultado |
| ---- | ------------------ | ---------------- | --------- |
| 2009 | Mejor Primer Actor | Alma de hierro   | Ganador   |
| 2013 | Mejor Primer Actor | Abismo de pasión | Ganador   |

### TV Adicto Golden Awards
| Año  | Categoría          | Telenovela          | Resultado |
| ---- | ------------------ | ------------------- | --------- |
| 2020 | Mejor Primer Actor | Imperio de mentiras | Ganador   |

### Premios "El Telón de Oro"
| Año  | Categoría   | Telenovela     | Resultado |
| ---- | ----------- | -------------- | --------- |
| 2009 | Mejor actor | Alma de hierro | Ganador   |

- Premio Manólo Fábregas de parte de la Asociación de Periodistas de Teatro por su trabajo en la obra Drácula 2003.